# Ritrovamento del corpo di san Marco
Il cosiddetto Ritrovamento del corpo di san Marco è un dipinto del Tintoretto, eseguito tra il 1562 ed il 1566 e destinato alla Scuola Grande di San Marco insieme al Trafugamento del corpo di san Marco e San Marco salva un saraceno; è custodito nella Pinacoteca di Brera a Milano.

## Descrizione e stile
Il soggetto è tradizionalmente noto come Il ritrovamento del corpo di san Marco, a causa di un errore di interpretazione di Carlo Ridolfi nel suo Le meraviglie nell’arte (1648), in cui ci vede «il modo tenuto nel levare il corpo di San Marco» fino a individuarlo in quello ai piedi del santo, in realtà solo uno dei cadaveri che i vari personaggi, come quelli sullo sfondo, si affrettano a dissotterrare sperando in ulteriori miracoli del patrono di Venezia. Marco è sull’estrema sinistra e impone le mani guarendo malati, resuscitando morti ed esorcizzando un uomo, dalla cui bocca esce lo spirito demoniaco che l’invenzione di Tintoretto trasforma in volute di fumo evanescente che si disperde lungo la navata della chiesa.
Il dipinto, infatti, che ha un suo precedente diretto nei rilievi di Jacopo Sansovino nella basilica di San Marco, raffigura I miracoli di san Marco nella chiesa di Boucolis ad Alessandria d’Egitto che, a differenza del miracoloso e inesistente ritrovamento del proprio corpo compiuto dal santo stesso, è un episodio presente nella Legenda Aurea di Jacopo da Varagine, la fonte di Tintoretto per i suoi dipinti su san Marco. Il santo vi è rappresentato vivo, con i piedi a terra, secondo la consuetudine iconografica, che invece per gli episodi post-mortem prevede la raffigurazione in volo del santo, come del resto accade in altri episodi del ciclo marciano quali Il miracolo dello schiavo e San Marco salva un saraceno.
Peraltro, un’altra fonte più antica di Ridolfi, cioè Il riposo di Raffaello Borghini (1584), aveva letto correttamente il soggetto scrivendo che «nella Scuola di S. Marco quattro quadri de’ miracoli di detto dove si veggono diverse belle attitudini, risuscitar morti, liberare spiritati. Fuggire i Mori, venir pioggia dal cielo, e spegnere il fuoco, in cui doveva essere abbruciato un martire».
A conferma della lettura taumaturgica del soggetto, al centro della composizione, al cospetto di san Marco, è inginocchiato e vestito con una toga patrizia il committente e medico Tommaso Rangone da Ravenna, Guardian Grande della Scuola di San Marco (al secolo Tommaso Zanotti o Zanotto o Giannotti e altre varianti a seconda dello scrivente, adottato dal conte Rangone, generale veneziano) 
Il punto di fuga non è al centro ma in fondo a sinistra, come anche il personaggio principale si trova sulla sinistra anziché al centro. Tintoretto era infatti uno dei principali esponenti del Manierismo Veneto e nelle sue opere si nota tutto ciò che caratterizza questa corrente: soggetti religiosi, uso di colore scuro percorso da improvvisi bagliori e lampi di luce, nessun ordine nella composizione e nessuna simmetria. La luce assume un ruolo fondamentale diventando strumento espressivo che crea dinamicità.